# Quốc lộ 19
Quốc lộ 19 là con đường giao thông huyết mạch nối các tỉnh Tây Nguyên và cảng Quy Nhơn, tỉnh Bình Định.

## Lộ trình
Điểm đầu: Cảng Quy Nhơn - Thành phố Quy Nhơn - Tỉnh Bình Định. Điểm cuối: Cửa khẩu Lệ Thanh Gia Lai
Quốc lộ 19 có chiều dài 239 km, qua địa phận tỉnh Gia Lai 171 km, địa phận tỉnh Bình Định 68 km.

## Lịch sử
Xa lộ 19 được khởi xây năm từ thời Pháp thuộc đến năm 1958 thời Đệ Nhất Cộng hòa Việt Nam thì được tái thiết do Hoa Kỳ viện trợ 17 triệu Mỹ kim. Công việc kéo dài đến Tháng Sáu năm 1961 thì hoàn tất và tổ chức lễ khánh thành. Việc tu tạo gồm xây lại cầu sông Cái dài 258 m.
Tuyến đường 19 được xây dựng bởi người Pháp vào đầu thế kỷ 20 và là con đường chính nối Tây Nguyên với vùng duyên hải của Việt Nam.
Các Trận Đắk Pơ đã diễn ra ở quốc lộ 19 giữa An Khê và Pleiku từ ngày 24 đến ngày 30 tháng 6 năm 1954.
Đầu những năm 1960 khi Chiến tranh Việt Nam bắt đầu gia tăng cường độ, Quân đội Việt Nam Cộng Hòa và Lực lượng Đặc biệt Mỹ bắt đầu xây dựng một chuỗi các căn cứ ở Tây Nguyên để ngăn chặn từ miền Bắc Việt Nam. Vào tháng 8 năm 1965 Sư đoàn 1 Kỵ Binh thành lập Trại Radcliff tại An Khê. Quốc lộ 19 đã trở thành một nguồn cung cấp động mạch quan trọng để các cơ sở và Việt Cộng và quân đội nhân dân Việt Nam (PAVN) đã tiến hành phục kích thường xuyên dọc đường.
Là một phần của trận Ban Mê Thuột vào tháng 3 năm 1975, Quân đội nhân dân Việt Nam đã chặn đường 19 ngăn cản sự di chuyển của quân tiếp viện của Quân lực Việt Nam Cộng Hòa đối với Pleiku và ngăn cản việc sử dụng nó trong cuộc di tản tiếp theo của Tây Nguyên.

## Tuyến đường
Cảng Quy Nhơn - huyện Tuy Phước (tỉnh Bình Định) - Thị xã An Nhơn (tỉnh Bình Định) - huyện Tây Sơn (tỉnh Bình Định) - đèo An Khê (tỉnh Bình Định) - thị xã An Khê - đèo Mang Yang (tỉnh Gia Lai) - huyện Mang Yang (tỉnh Gia Lai) - huyện Đak Đoa (tỉnh Gia Lai)- Thành phố Pleiku (tỉnh Gia Lai) 
Điểm đầu: Cảng Quy Nhơn
Điểm cuối: Cửa khẩu Lệ Thanh Gia Lai. Toàn bộ tuyến quốc lộ đều được trải nhựa.

## Tuyến đường (cũ)
Thành phố Pleiku (tỉnh Gia Lai) - huyện Đak Đoa (tỉnh Gia Lai) - huyện Mang Yang (tỉnh Gia Lai) - đèo Mang Yang (tỉnh Gia Lai) - thị xã An Khê (tỉnh Gia Lai) - đèo An Khê (tỉnh Gia Lai) - huyện Tây Sơn (tỉnh Bình Định) - Thị xã An Nhơn (tỉnh Bình Định) - cầu Bà Di (tỉnh Bình Định)
Điểm cuối: Ngã ba cầu Bà Gi, tỉnh Bình Định. Toàn bộ tuyến quốc lộ đều được trải nhựa.